# Momcził Nekow
Momcził Stefanow Nekow, bułg. Mомчил Стефанов Неков (ur. 13 maja 1986 w Silistrze) – bułgarski polityk i urzędnik państwowy, poseł do Parlamentu Europejskiego VIII kadencji.

## Życiorys
Ukończył politologię na Uniwersytecie Sofijskim im. św. Klemensa z Ochrydy, został następnie doktorantem na wydziale filozofii tej uczelni. Uzyskał też magisterium z międzynarodowych stosunków gospodarczych na Uniwersytecie Gospodarki Narodowej i Światowej w Sofii. Został zatrudniony jako starszy inspektor w komisji zajmującej się ochroną danych osobowych.
Wstąpił do Bułgarskiej Partii Socjalistycznej. W wyborach do Parlamentu Europejskiego w 2014 wystartował z 15. miejsca listy Koalicji na rzecz Bułgarii skupionej wokół socjalistów. W wyniku głosowaniu z 25 maja 2014 został wybrany na eurodeputowanego VIII kadencji dzięki głosom preferencyjnym, zajmując pierwsze miejsce wśród kandydatów swojego ugrupowania (któremu przypadły cztery mandaty), wyprzedzając m.in. lidera partii Sergeja Staniszewa. Tak dobry wynik nieznanego szerzej polityka został uznany za niespodziewany, tłumaczono go masową pomyłką wyborców wynikającą z tożsamości numeru listy wyborczej koalicji i numeru kandydata oraz specyficznego układu karty wyborczej. Według doniesień medialnych liderzy BSP po ogłoszeniu wyników wyborów mieli rzekomo wywierać wpływ na Momcziła Nekowa, by ten zrezygnował z mandatu, obiecując np. dobre miejsce na liście wyborczej do parlamentu krajowego. Momcził Nekow publicznie zadeklarował jednak objęcie uzyskanego miejsca w Parlamencie Europejskim. Mandat europosła VIII kadencji wykonywał do 2019.